# Vueling Airlines
Vueling Airlines er et flyselskab fra Spanien. Selskabet er ejet af private investorer, og har hub og hovedkontor på Barcelona El Prat Lufthavn i den catalonske by El Prat de Llobregat, ved Barcelona i Spanien. Selskabet startede flyvningerne i 2004.
Vueling fløj i september 2013 til omkring 70 destinationer i Spanien og resten af Europa med Airbus A320 fly.

## Historie
Vueling blev etableret i februar 2004 og startede operationerne 1. juli 2004 med en flyvning mellem Barcelona og Ibiza Lufthavn på øen Ibiza. Den første flyflåde bestod af to Airbus A320 fly med base i Barcelona, og de første ruter gik til Paris, Bruxelles, Palma de Mallorca og Ibiza.
De første aktionærer i Vueling Airlines var Apax Partners (40%), Inversiones Hemisferio (Grupo Planeta) (30%), Vuelings ledelsesteam (23%) og VA Investor (JetBlue Airways) (7%). Hovedpersonerne ved grundlæggelsen af selskabet, Lázaro Ros og Carlos Muñoz besatte fra starten ledelsesposterne i Vueling. 
Madrid blev flyselskabets anden base, efter af Vueling i 2005 udstationerede fly på Madrid-Barajas Lufthavn. I 2007 blev selskabets første base udenfor Spanien åbnet, da Aéroport Paris-Charles de Gaulle i Paris kom på kortet. Sevilla fulgte i december 2007.

### Økonomiske problemer
2007 blev et økonomisk vanskeligt år for Vueling. Apax Partners solgte deres sidste 21% af aktierne i selskabet i juni. I august og oktober fik Vueling advarsler af de spanske finansmyndigheder på grund af dårlig økonomi. To direktører og bestyrelsesformanden trådte tilbage kort før den anden nedjustering i 2007. Handel med selskabets aktier var også midlertidigt suspenderet.
Dette førte til at Barbara Cassani, tidligere administrerende direktør for det britiske lavprisselskab Go Fly, blev formand for bestyrelsen i september 2007. I november 2007 udnævnte Vueling administrerende direktør for Spanair, danske Lars Nygaard som ny administrerende direktør. Han erstattede Carlos Muñoz, som forblev medlem af bestyrelsen.
Vueling Airlines gennemgik derefter en omstrukturering, og fik sit første overskud i regnskabet i midten af 2009. Paris-basen blev også lukket, da selskabet ville koncentrere sig om det spanske marked.

### Fusion med Clickair
I juni 2008 offentliggjorde Vueling og den spansk konkurrent, lavprisflyselskabet Clickair, at de to flyselskaber havde til hensigt at fusionere. 15. juli 2009 havde de forskellige myndigheder godkendt planerne, og de to selskaber fløj videre under Vueling navnet. 
I 2010 fløj Vueling med 11 millioner passagerer til omkring 50 destinationer. I november 2011 begyndte selskabet at flyve 3 ugentlige afgange i mellem Madrid og Københavns Lufthavn på vegne af Iberia. Vueling åbner i foråret 2012 blandt andet ruter fra Barcelona til Aalborg Lufthavn og København, ligesom Stockholm-Arlanda Lufthavn kommer på rutekortet.